# VIVA Schweiz
VIVA Schweiz était une chaîne de télévision musicale suisse en langue allemande.

## Histoire de la chaîne
En 1999, Pierre Rothschild et Suzanne Speich créent la chaîne musicale Swizz Music Television (Swizz), qui diffuse ses premiers programme le 6 septembre 1999. La chaîne s'est arrêtée en 2011, pendant un an et quatre mois, avant de reprendre du service en Octobre 2012.

### 2000 - 2011
En 2000, la chaîne allemande VIVA entre dans le capital de Swizz et le nom de la chaîne devient VIVA Swizz.
En 2002, lorsque VIVA obtient la majorité de la participation dans la chaîne, celle-ci prend le nom de VIVA Schweiz. Depuis lors VIVA est passée sous contrôle du groupe américain Viacom qui possède aussi MTV. La Société éditrice est alors S Media Vision AG.
À partir du 1er avril 2009 jusqu'au 15 mai 2011, la chaîne diffuse uniquement entre 20h15 jusqu'à 5h00 puis fait place à la version suisse de la chaîne Nick. Les programmes de la chaîne étaient constitués de 60 % à 70 % de contenus musicaux (clips vidéos), dont 15 % à 20 % étaient d'origine suisse. Le reste était composé d'émissions de télé-réalité à destination des adolescents ainsi que de la Call-TV.
Le 16 mai 2011, Viacom, propriétaire également de MTV Europe, lance une version de MTV Schweiz avec un programme spécifique à la Suisse alémanique sur 24h et remplace VIVA Schweiz par Comedy Central Schweiz sur la plage horaire 20h15-5h00.
Ceci marqua la fin effective du signal analogique de VIVA Schweiz, qui fut remplacée par VIVA Deutschland dans les offres numériques des câblo-opérateurs suisses.

### Retour
Le 27 septembre 2012, Viacom annonce par communiqué de presse que la chaîne VIVA Schweiz sera à nouveau disponible, dès le 1er octobre 2012. La chaîne est donc accompagnée d'un nouveau logo et de nouveaux programmes tels que le Top 20 Schweiz mais reprend également des programmes à succès de sa grande sœur VIVA. À nouveau, Viacom précise que la chaîne diffusera 20 % de programmes musicaux provenant d'artistes suisses.
La chaîne cesse d'émettre le 31 décembre 2018 à 14h00, 19 ans après sa première émission.

### Anciens logos

Logo de VIVA Swizz de 2000 à 2002
Logo de VIVA Schweiz de 2002 à 2011
Logo de VIVA Schweiz de 2011 à 2018